# Mariana Zaharia
Mariana Zaharia (4 de septiembre de 1957) es una deportista rumana que compitió en remo. Ganó una medalla de bronce en el Campeonato Mundial de Remo de 1981, en la prueba de ocho con timonel.

## Palmarés internacional
| Campeonato Mundial | Campeonato Mundial | Campeonato Mundial | Campeonato Mundial |
| Año                | Lugar              | Medalla            | Prueba             |
| ------------------ | ------------------ | ------------------ | ------------------ |
| 1981               | Múnich (RFA)       | Medalla de bronce  | Ocho con timonel   |